# Andrimont
Andrimont ist ein Teil der belgischen Gemeinde Dison in der Wallonischen Region in der Provinz Lüttich, in direkter Nachbarschaft zur Stadt Verviers. Bis zur Gemeindefusion von 1977 war Andrimont eine eigenständige Gemeinde.

## Geschichte

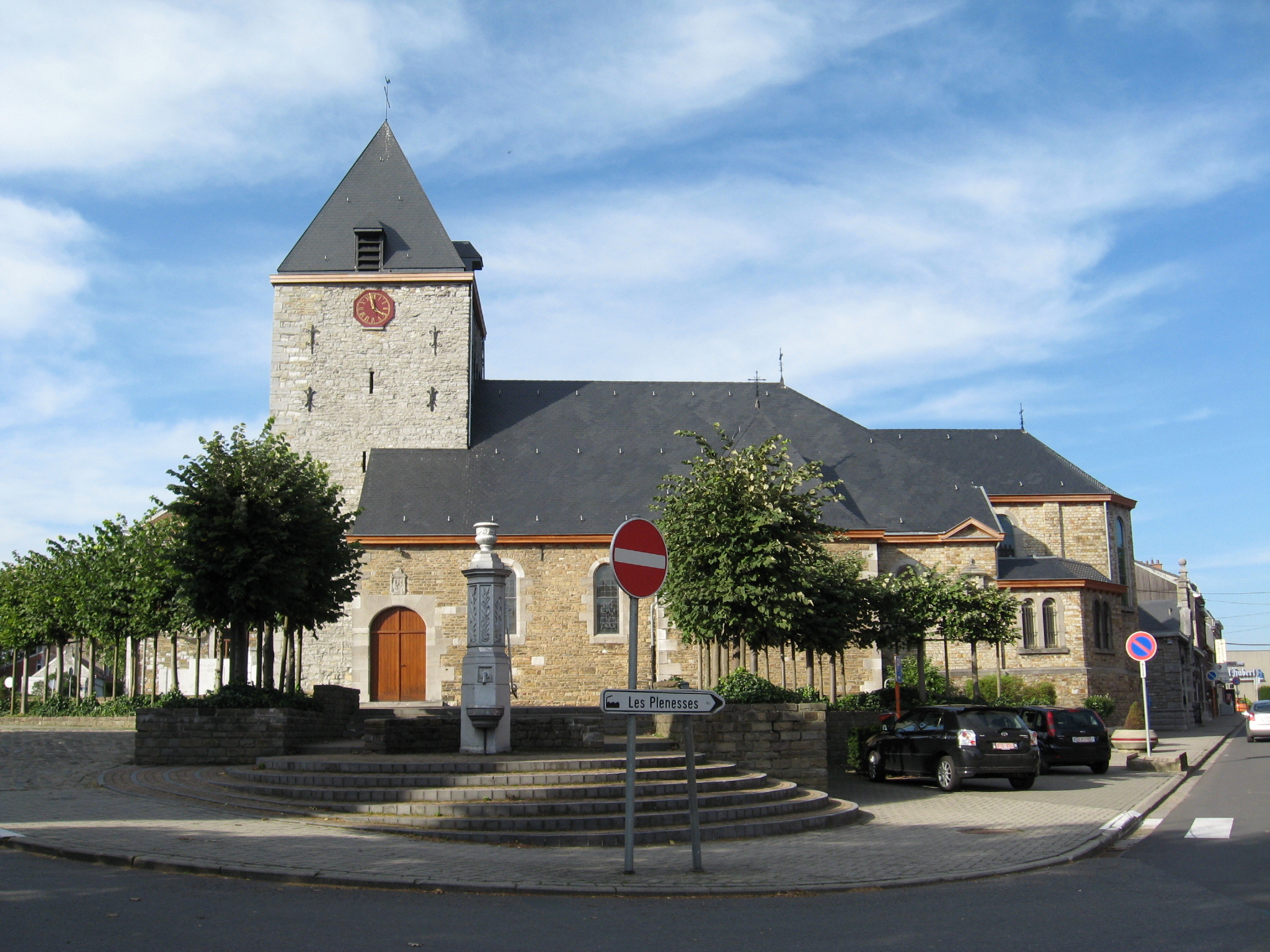
Kirche St. Laurent

Andrimont wurde nahe dem Verlauf der historischen Straße von Tongern nach Trier errichtet, in deren Nähe galloromanische Grabstätten und weitere Funde entdeckt wurden. Vor 1798 gehörte Andrimont zum Hochstift Lüttich und zu dessen Markgrafschaft Franchimont (marquisat de Franchimont). Ab 1322 gehörte die Herrlichkeit dem Godefroid, sire d'Andrimont. Das jetzige Schloss Andrimont stammt aus dem 17. Jahrhundert. Die Kirche Saint Laurent wurde 1606 umgestaltet, der Turm ist jedoch wesentlich älter. 1730 wurde Andrimont zur eigenen Pfarre erhoben.
Bis Ende der 1960er Jahre war der tiefer gelegenen Teil des Ortes entlang der Weser von Betrieben der Textilindustrie dominiert.
Am Rande des Ortes befindet sich das Wohn- und Betreuungszentrum Cité de l'espoir, das bis zu 310 Mitbürger mit Behinderungen aufnehmen kann.

## Persönlichkeiten
- Jean Serpe (1914–2001), theoretischer Physiker